# 박진섭 (1995년)
박진섭(朴鎭燮, 1995년 10월 23일~)은 대한민국의 축구 선수로, 현재 K리그1의 전북 현대 모터스에서 미드필더 겸 수비수로 활동하고 있으며 2022년 아시안 게임 금메달리스트이다.

## 구단 경력
2017 시즌을 앞두고 내셔널리그의 대전 코레일에 입단하면서 축구 선수 커리어를 시작한 뒤 3월 29일 열린 양주 시민축구단과의 FA컵 경기에서 81분 결승골을 득점하며 팀의 32강행을 견인했다.
같은 해 4월 2일 열린 부산교통공사와의 리그 경기에서 결승골을 넣으며 팀의 1-0 승리의 주인공이 되었고 2017 시즌에서는 25경기에 나서 11골을 넣는 활약을 펼쳤다.
2018 시즌을 앞두고 K리그2의 안산 그리너스에 입단한 후 4월 29일 열린 서울 이랜드와의 경기에서 안산 입단 후 첫 골을 기록했고 2018 시즌에서는 리그 26경기 출전 2골 0도움을 기록했다.
그리고 2020 시즌을 앞두고 대전 하나 시티즌으로 이적한 뒤 5월 23일 열린 제주 유나이티드와의 2020년 K리그2 3라운드 원정 경기에서 대전 입단 이후 첫 골을 기록했다.
그 후 2021 시즌까지 대전의 주축 수비수로 활약하며 2021년 K리그 승강 플레이오프 진출에 기여했고 이러한 활약을 인정받아 2021년 K리그2 베스트 11에도 선정되었다.
이후 2022 시즌을 앞두고 고향팀인 전북 현대 모터스에 입단하여 2022 시즌 동안 전북의 주전 수비수로 공식전 36경기 2골을 기록하며 2022년 K리그1 준우승, 2022년 FA컵 우승을 이끌었고 시즌 종료 이후 K리그1 베스트 11에 선정되었다.

## 경력 통계

### 국가대표팀 득점 기록
| # | 경기일     | 경기장소   | 상대팀 | 득점  | 결과  | 비고                                    |
| - | ---------- | ---------- | ------ | ----- | ----- | --------------------------------------- |
| 1 | 2024/03/26 | 태국, 방콕 | 태국   | 3 – 0 | 3 - 0 | 2026년 FIFA 월드컵 아시아 지역 2차 예선 |

## 수상

### 구단
전북 현대 모터스
- FA컵 우승: 2022

### 개인
- K리그2 베스트 11: 2021
- K리그1 베스트 11: 2022